# Церква Святої Великомучениці Параскеви П'ятниці (Касперівці)
Церква Святої Великомучениці Параскеви П'ятниці в Касперівцях — парафія і храм Заліщицького благочиння Тернопільської єпархії Православної церкви України в селі Касперівці Чортківського району Тернопільської области.

## Історія церкви
У селі є два храми. Один із них, старий, — Святого Великомученика Юрія Переможця, що є зразком оборонної архітектури. Другий — храм Святої Великомучениці Параскеви П'ятниці — збудували у 1772 році як капличку, а у 1933 році добудували до розмірів церкви. У радянський період у його приміщенні діяв музей.
Біля храму знаходиться унікальна історична пам'ятка — горельєфне зображення святого Онуфрія, висічене в камені. Точна дата його створення невідома, але вважається, що йому понад 300 років.
Згідно з легендою, чоловік, який утік із турецького табору, переплив річку Серет і сховався в лісі. Татари його не знайшли, і на знак вдячності за порятунок, що стався у день пам'яті святого Онуфрія, він кілька років видовбував у камені його зображення. Після завершення роботи чоловік зник, і ніхто так і не дізнався, хто він.
На честь 2000-ліття Різдва Христового парафіяни села збудували капличку.

## Парохи
- о. Михайло Микула,
- о. Володимир П'єцух (з 1994),
- о. Василій Зубик.[джерело?]